# Liste der Einträge im National Register of Historic Places im Skamania County
Diese Liste der Einträge im National Register of Historic Places im Skamania County enthält alle im Skamania County, Washington in das National Register of Historic Places eingetragenen Gebäude, Bauwerke, Objekte, Stätten oder historischen Distrikte.
Diese Liste entspricht dem Bearbeitungsstand des National Park Service/National Register of Historic Places vom 16. August 2024.

## Legende
| NRHP | Historic Place             |
| HD   | National Historic District |
| NHL  | National Historic Landmark |

## Aktuelle Einträge
| [ 2 ] | Name                                                | Bild                                                | Eintragsdatum                  | Lage | Ort                             | Beschreibung |
| ----- | --------------------------------------------------- | --------------------------------------------------- | ------------------------------ | --- | ------------------------------- | ------------ |
| 1     | Bonneville Dam Historic District                    | weitere Bilder                                      | 9. Apr. 1986 ID-Nr. 86000727   | erstreckt sich über den Columbia River zwischen Bradford und Cascade Islands 45° 38′ 29″ N, 121° 56′ 36″ W               | North Bonneville                |              |
| 2     | Government Mineral Springs Guard Station            | Government Mineral Springs Guard Station            | 26. Dez. 2017 ID-Nr. 100001939 | am Ende der FS Rd. 3065 und in der Nähe des Wind R. Hwy., im Mt. Adams Ranger District 45° 52′ 55,1″ N, 121° 59′ 43,1″ W | Gifford Pinchot National Forest |              |
| 3     | Lawetlat'la                                         | weitere Bilder                                      | 11. Sep. 2013 ID-Nr. 13000748  | Gifford Pinchot National Forest 46° 11′ 28,3″ N, 122° 11′ 39,8″ W                                                        | Cougar                          |              |
| 4     | North Bonneville Archeological District             | North Bonneville Archeological District             | 2. Feb. 1987 ID-Nr. 87000498   | Adresse nicht veröffentlicht                                                                                             | North Bonneville                |              |
| 5     | Region Six Personnel Training Station               | weitere Bilder                                      | 28. Aug. 2007 ID-Nr. 07000895  | Wind River Work Center 1262 Hemlock Road 45° 48′ 7,4″ N, 121° 55′ 46″ W                                                  | Gifford Pinchot National Forest |              |
| 6     | Edward and Isabelle Underwood Farm – Five Oaks Farm | Edward and Isabelle Underwood Farm – Five Oaks Farm | 10. Jan. 2008 ID-Nr. 07001387  | 851 Orchard Lane 45° 44′ 39,2″ N, 121° 31′ 54,2″ W                                                                       | Underwood                       |              |